# Paszport biologiczny
Paszport biologiczny (ang. Athlete Biological Passport – ABP) – metoda walki z dopingiem w sporcie, polegająca na systematycznym gromadzeniu informacji fizjologicznych o zawodniku, na podstawie laboratoryjnych badań krwi i moczu. O uzasadnionych podejrzeniach stosowania niedozwolonych środków świadczą wszelkie odstępstwa od standardowych wyników. Może mieć to miejsce nawet wówczas, gdy testy nie wykryją niedozwolonej substancji. Proces gromadzenia i oceny profili zawodników rozpoczęto w 2000 roku, zasady programu zostały opublikowane przez Światową Agencję Antydopingową w 2009 roku w dokumencie Biological Passport Operating Guidelines.
Paszport biologiczny funkcjonuje w takich dyscyplinach jak: kolarstwo, lekkoatletyka, pływanie i sporty zimowe. Międzynarodowa Unia Kolarska zdecydowała się na wprowadzenie procedury paszportu biologicznego w 2008 roku, Międzynarodowe Stowarzyszenie Federacji Lekkoatletycznych (IAAF) w 2011 roku.

## Przyczyny powstania paszportu biologicznego
Walka z dopingiem w sporcie jest bardzo skomplikowana i częstokroć nieskuteczna z następujących powodów:
- Mikrodawki niedozwolonych środków są trudne do wykrycia w standardowych procedurach antydopingowych[3], a zarazem mogą wpłynąć na poprawę wyniku sportowca[6];
- Niektóre z niedozwolonych substancji są szybko wydalane z organizmu, zaś ich ślad nie jest wykrywany[7];
- Niektórzy sportowcy starali się zażywać niedozwolone substancje tylko wówczas, gdy ryzyko kontroli było najmniejsze[8];
- Czarnorynkowy przemysł farmaceutyczny oferuje sportowcom wciąż nowe produkty i substancje, co wymaga nieustannej aktualizacji procedur[3];
- 77% zawodników przebadanych przez Kanadyjską Agencję Antydopingową stwierdziło, iż agencje antydopingowe nie są w stanie nadążyć nad pomysłowością osób planujących oszustwa w sporcie i przewidzieć jakie substancje zostaną przez nich zastosowane[9].

Dlatego projekt paszportu biologicznego ma na celu odejście od wykrywania w krwi zawodników konkretnych niedozwolonych substancji (których katalog nieustannie się poszerza), ale wykrywać wszelkie anomalie w obrazie krwi, świadczące o ich stosowaniu.

## Efekty wdrożenia programu
W efekcie wdrożenia programu zdiagnozowano anomalie w obrazie krwi i moczu u niektórych lekkoatletów i kolarzy. Zdarzyły się przypadki anulowania zdobytych medali, anulowania rekordów i wyników oraz dyskwalifikacji lub zawieszenia sportowców, u których wykryto nieprawidłowości w paszporcie biologicznym, np.:
- Tetiana Petluk
- Ricardo Serrano
- Anna Miszczenko
- Gamze Bulut
- Igor Astarloa
- Siergiej Bakulin
- Tadej Valjavec
- Hamza Driouch
- Naila Jułamanowa
- Marina Piller

## Kontrowersje
Działanie paszportu biologicznego było poddawane krytyce i oceniane jako niewystarczająco skuteczne. W 2015 roku w reportażu francuskiej telewizji pod tytułem „Sportowcy dla przejrzystości" przeprowadzono eksperyment, badający efektywność mechanizmu. Wzięło w nim udział ośmiu sportowców, którzy pod nadzorem lekarzy, przez miesiąc zażywali niedozwolone środki dopingowe i poprawili wyniki w sporcie. We wszystkich przypadkach ich paszporty biologiczne pozostały poprawne, co w praktyce oznacza, że doping nie został wykryty.